# Dyrrachio
Dyrrachi  este un oraș în Grecia în prefectura Arcadia.